# Tegenaria selva
Tegenaria selva är en spindelart som beskrevs av Roth 1968. Tegenaria selva ingår i släktet husspindlar, och familjen trattspindlar. Inga underarter finns listade i Catalogue of Life.